# Jan Mráček (rytec)

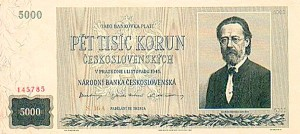
Jan Mráček: bankovka 5000 Kčs z roku 1945

Jan Mráček (6. října 1909 Smíchov – 12. října 1987 Praha) byl český rytec zejména poštovních známek a bankovek.

## Život
Narodil se na Smíchově v rodině advokátního sollicitátora Viléma Mráčka a jeho ženy Josefy Kasíkové. Vyučil se rytectví v Mánesově umělecké škole a od čtyřicátých let pracoval jako rytec ve Státní tiskárně cenin v Praze. Od té doby se datuje několik bankovek, které vytvořil: bankovka 5000 Kčs (1945), bankovka 100 Kčs (1961), bankovka 50 Kčs (1964) a bankovka 20 Kčs (1970).

### Poštovní známky
Rytectví poštovních známek se začal věnovat jako spolupracovník Jindry Schmidta v poválečných letech ve Státní tiskárně cenin. Až do konce svého života v roce 1987 vytvořil více než 250 československých poštovních známek. Poštovní správa uctila jeho tvorbu 20. 1. 2005 vydáním příležitostné poštovní známky „Tradice české známkové tvorby“, která rytce Jana Mráčka připomněla jako významného tvůrce známek (známka Karlštejn v nominální hodnotě 60 h vyšla v roce 1960, námět Jaroslav Šváb). Během své profesionální tvorby (často v politicky složité době) se věrohodně zhostil zpracování mnoha motivů od portrétů, městských motivů, až k např. uměleckým dílům. Katalog na stránkách Filaso.cz uvádí 234 sérií známek, na nichž se jako rytec podílel Jan Mráček.

## Galerie bankovek

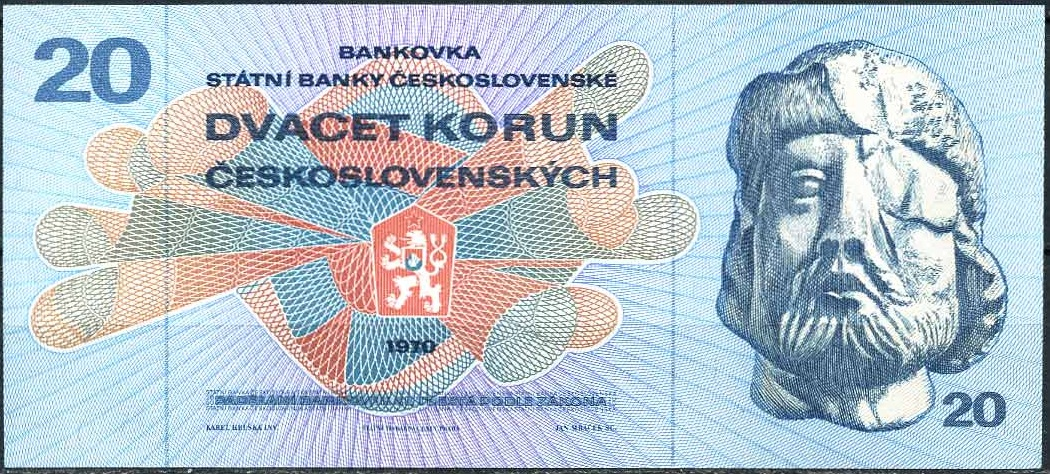
Bankovka 20 Kčs (1970)
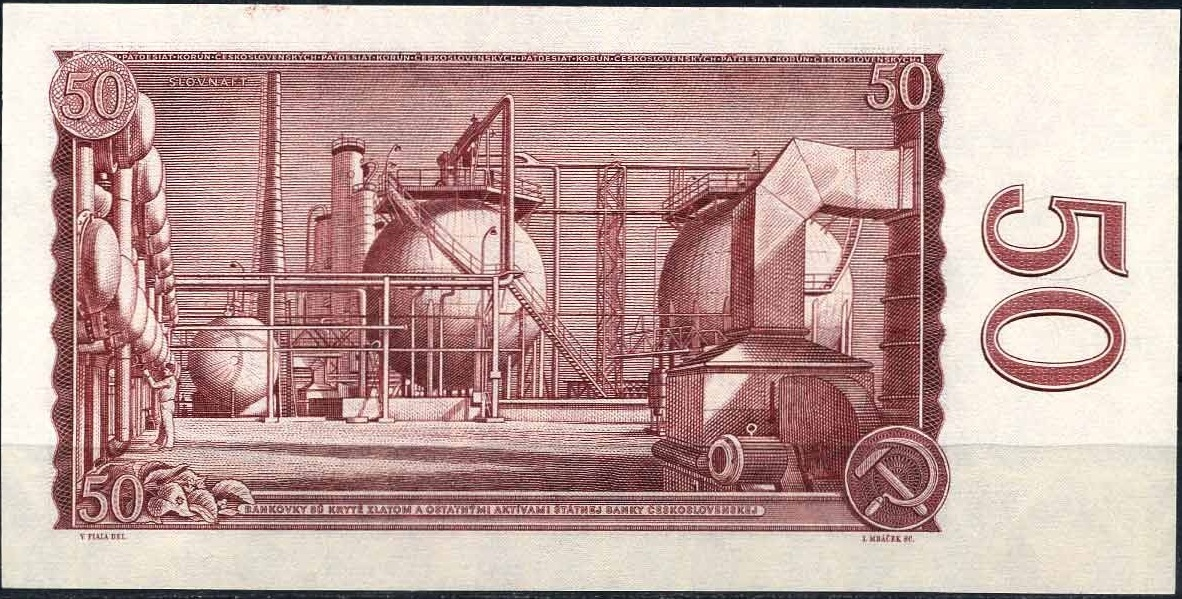
Bankovka 50 Kčs (1964)
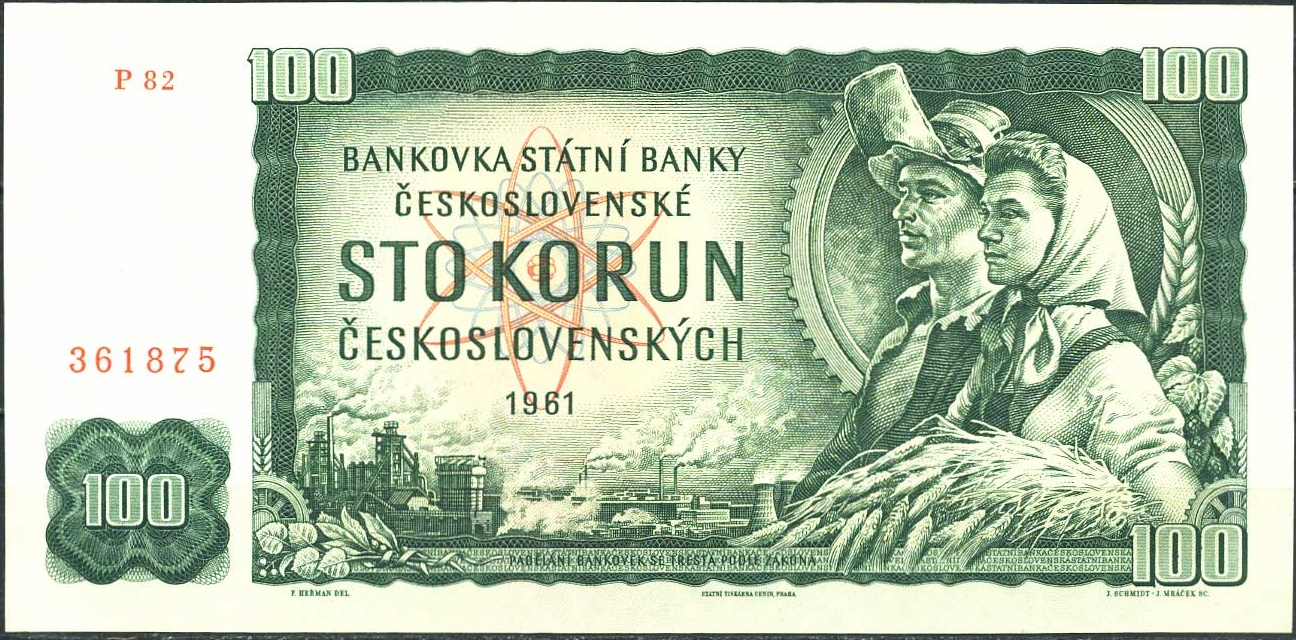
Bankovka 100 Kčs (1961)